# Campeonato Africano Sub-17 de 1997
El Campeonato Sub-17 Africano de 1997 se jugó del 11 al 24 de mayo en Gaborone, Botsuana y contó con la participación de 8 selecciones infantiles de África procedentes de una fase clasificatoria.
Egipto venció en la final a Malí para ganar el título por primera vez.

## Eliminatoria

### Primera ronda
| Equipo 1  | Agr.  | Equipo 2 | Ida   | Vuelta |
| --------- | ----- | -------- | ----- | ------ |
| Sudáfrica | 1 – 4 | Angola   | 1 – 1 | 0 – 3  |

### Segunda ronda
| Equipo 1   | Agr.  | Equipo 2        | Ida   | Vuelta |
| ---------- | ----- | --------------- | ----- | ------ |
| Angola     | 1 – 0 | Somalia         | 1 – 0 | [ 1 ]  |
| Madagascar | 0 – 1 | Zimbabue        | 0 – 1 | [ 3 ]  |
| Etiopía    | 1 – 0 | Zambia          | 1 – 0 | [ 3 ]  |
| Guinea     | 0 – 0 | Egipto          | 0 – 0 | [ 3 ]  |
| Ghana      | 4 – 1 | Burkina Faso    | 4 – 1 | [ 3 ]  |
| Camerún    | 0 – 1 | Costa de Marfil | 0 – 1 | [ 3 ]  |
| Malí       | 2 – 1 | Benín           | 2 – 1 | [ 3 ]  |

## Fase de grupos
| Color                |
| -------------------- |
| Avanza a Semifinales |